# Assaut sur Cadix
Guerres de la Révolution
L'Assaut sur Cadiz est un épisode du blocus maritime du port espagnol de Cadix par la Royal Navy, qui comprend le siège et le bombardement de la ville ainsi qu'un assaut amphibie sur le port entre juin et juillet 1797. Après la bataille du cap Saint-Vincent la flotte britannique conduite par Lord St Vincent et Sir Horatio Nelson apparait dans le Golfe de Cadix. Pendant les premiers jours de juin la ville est bombardée, ne causant que des dégâts limités aux batteries, à la flotte et à la ville espagnole. L'objectif de Nelson est de forcer le général espagnol José Mazarredo à quitter le port avec la flotte espagnole. Mazarredo prépare une réponse intelligente et les Espagnols commencent à construire des canonnières de des petits bâtiments pour protéger l'entrée du port des attaques britannique. Dans les premiers jours de juillet, après une série d'attaques avortées menées par le Rear-Admiral Nelson, et les vaisseaux Britanniques essuyant un feu soutenu des forts et batteries espagnoles, les Britanniques se retirent et le siège est levé. Le blocus naval, cependant, dure jusqu'en 1802.

« The Blockade of Cadiz has been and is the completist thing in Naval History. »

— Admiral Sir John Jervis à Evan Nepean, 21 mai 1797

## Sources et bibliographie
- (en) Robert Gardiner, Fleet Battle and Blockade, The French Revolutionary Wars, 2001 (ISBN 978-1-84067-363-0)
- (en) R.J.B. Knight, The pursuit of victory : the life and achievement of Horatio Nelson, New York, Basic Books, 2005 (ISBN 978-0-465-03764-3)
- (es) Víctor San Juan, Trafalgar : Tres armadas en combate, Madrid, Silex Ediciones, 2005, 299 p. (ISBN 978-84-7737-121-2, BNF 39935583)
- (en) Matthew Barker Henry, The life of Nelson revised and illustrated, by the Old Sailor, Londres, General Books, 1836 (ISBN 978-1-4589-2623-4)
- (es) Cesáreo Fernández Duro (en), Armada española desde la unión de los reinos de Castilla y de León, vol. VI, Madrid, Sucesores de Rivadeneyra, 1902
- (en) Patrick O'Flanagan, Port cities of Atlantic Iberia, c. 1500-1900, Aldershot, Ashgate Publishing, Ltd, 2008, 332 p. (ISBN 978-0-7546-6109-2, BNF 41369597, présentation en ligne)
- (en) Edward Pelham Brenton, The naval History of Great Britain, from the Year MDCCLXXXIII to MDCCCXXXVI, vol. II, Londres, 1837
- (en) John Robert Fisher, The economic aspects of Spanish imperialism in America, 1492-1810, Liverpool, Liverpool University Press, 1997, 238 p. (ISBN 978-0-85323-552-1, BNF 37092721, présentation en ligne)